# Brendan Woods
Brendan Woods, född 11 juni 1992, är en amerikansk professionell ishockeyspelare som tillhör NHL-organisationen Carolina Hurricanes och spelar för deras primära samarbetspartner Charlotte Checkers i American Hockey League (AHL). Han har tidigare spelat på lägre nivåer för Wisconsin Badgers (University of Wisconsin-Madison) i National Collegiate Athletic Association (NCAA) och Chicago Steel och Muskegon Lumberjacks i United States Hockey League (USHL).
Woods draftades i femte rundan i 2012 års draft av Carolina Hurricanes som 129:e spelare totalt.

## Statistik
| 2008–2009   | Williston Northampton Boys Varsity |             | 29 | 8  | 11 | 19 | 28  | — | — | — | — | —  |
| 2009–2010   | Chicago Steel                      | USHL        | 34 | 6  | 3  | 9  | 32  | — | — | — | — | —  |
|             | London Nationals                   | GOJHL       | 2  | 0  | 0  | 0  | 10  | — | — | — | — | —  |
| 2010–2011   | Muskegon Lumberjacks               | USHL        | 57 | 14 | 12 | 26 | 86  | 6 | 1 | 1 | 2 | 14 |
| 2011–2012   | Wisconsin Badgers                  | NCAA        | 34 | 5  | 5  | 10 | 67  | — | — | — | — | —  |
| 2012–2013   | Wisconsin Badgers                  | NCAA        | 41 | 5  | 7  | 12 | 47  | — | — | — | — | —  |
|             | Charlotte Checkers                 | AHL         | 2  | 0  | 0  | 0  | 2   | — | — | — | — | —  |
| 2013–2014   | Charlotte Checkers                 | AHL         | 42 | 5  | 3  | 8  | 40  | — | — | — | — | —  |
| 2014–2015   | Carolina Hurricanes                | NHL         | 1  | 0  | 0  | 0  | 0   | — | — | — | — | —  |
|             | Charlotte Checkers                 | AHL         | 29 | 6  | 7  | 13 | 64  | — | — | — | — | —  |
| NHL totalt  | NHL totalt                         | NHL totalt  | 1  | 0  | 0  | 0  | 0   | — | — | — | — | —  |
| AHL totalt  | AHL totalt                         | AHL totalt  | 73 | 11 | 10 | 21 | 106 | — | — | — | — | —  |
| NCAA totalt | NCAA totalt                        | NCAA totalt | 75 | 10 | 12 | 22 | 114 | — | — | — | — | —  |
| USHL totalt | USHL totalt                        | USHL totalt | 91 | 20 | 15 | 35 | 118 | 6 | 1 | 1 | 2 | 14 |